# 999 Zachia
999 Zachia è un asteroide della fascia principale del diametro medio di circa 17,9 km. Scoperto nel 1923, presenta un'orbita caratterizzata da un semiasse maggiore pari a 2,6141263 UA e da un'eccentricità di 0,2151246, inclinata di 9,76486° rispetto all'eclittica.
Il suo nome è in onore dell'astronomo ungherese Franz Xaver von Zach.